# Michał Misiurewicz

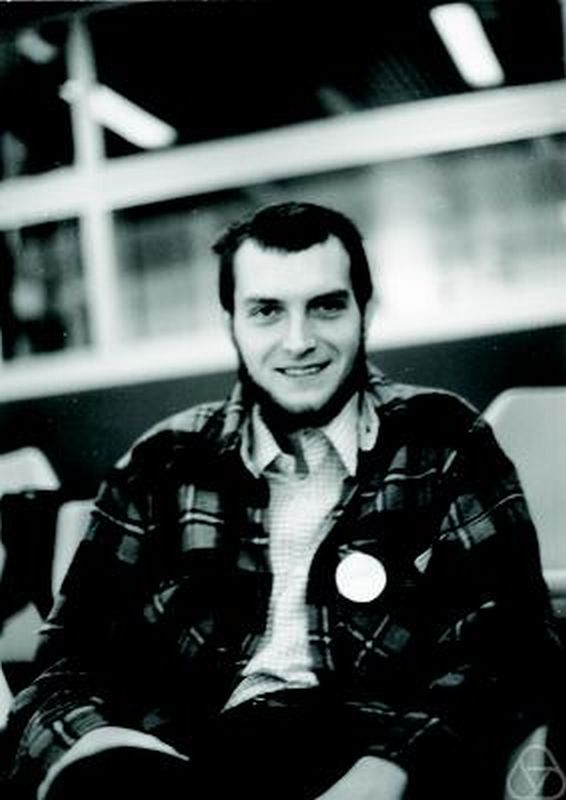

Michał Misiurewicz (Warschau, 9 november 1948)) is een Poolse wiskundige. Hij staat bekend om zijn bijdragen aan de Fractale meetkunde. De notie van het Misiurewicz-punt is naar hem vernoemd.
Misiurewicz heeft voor Polen deelgenomen aan de Internationale Wiskunde Olympiade. In 1965 won hij een bronzen, in 1966 een gouden medaille (met een perfecte score en speciale prijs). Hij promoveerde aan de Universiteit van Warschau onder supervisie van Bogdan Bojarski.

## Voetnoten
1. ↑  http://www.ams.org/notices/199708/bios.pdf